# هانس يورج هابر
هانس يورج هابر (بالإنجليزية: Hansjörg Haber)‏ (من مواليد 21 فبراير 1953) هو دبلوماسي ألماني. من 2015 إلى 2016 كان رئيسًا لوفد الاتحاد الأوروبي في تركيا، وشغل منصب سفير جمهورية ألمانيا الاتحادية في اليمن من 2017 إلى أكتوبر 2018.